# Jugoslawische Eishockeyliga 1968/69
Die Saison 1968/69 war die 27. Spielzeit der jugoslawischen Eishockeyliga, der höchsten jugoslawischen Eishockeyspielklasse. Meister wurde zum insgesamt 13. Mal in der Vereinsgeschichte der HK Jesenice.

## Modus
In der Hauptrunde absolvierte jede der acht Mannschaften insgesamt 14 Spiele. Der Erstplatzierte der Hauptrunde wurde Meister. Für einen Sieg erhielt jede Mannschaft zwei Punkte, bei einem Unentschieden gab es einen Punkt und bei einer Niederlage null Punkte.

## Hauptrunde

### Tabelle
|    | Klub                  | Sp | S  | U | N  | Punkte |
| -- | --------------------- | -- | -- | - | -- | ------ |
| 1. | HK Jesenice           | 14 | 12 | 1 | 1  | 25     |
| 2. | KHL Medveščak Zagreb  | 14 | 11 | 1 | 2  | 23     |
| 3. | HK Olimpija Ljubljana | 14 | 11 | 0 | 3  | 22     |
| 4. | HK Partizan Belgrad   | 14 | 9  | 0 | 5  | 18     |
| 5. | HK Kranjska Gora      | 14 | 4  | 0 | 10 | 8      |
| 6. | Slavija Vevče         | 14 | 4  | 0 | 10 | 8      |
| 7. | OHK Belgrad           | 14 | 3  | 0 | 11 | 6      |
| 8. | KHL Mladost Zagreb    | 14 | 1  | 0 | 13 | 2      |

Sp = Spiele, S = Siege, U = Unentschieden, N = Niederlagen